# Крейсера проекта 1134
Ракетные крейсера проекта 1134 «Беркут» — головной корабль  «Адмирал Зозуля», кодовое обозначение NATO — Kresta I class) — тип ракетных крейсеров Советского Военно-Морского Флота. До 1966 года классифицировались как корабли ПВО-ПЛО, с 1966 по 1977 год все четыре из построенных крейсеров проекта по советской военно-морской классификации относились к подклассу больших противолодочных кораблей, позднее все они были переведены в подкласс ракетных крейсеров. Все ракетные крейсера серии были исключены из состава ВМФ в 1989—1994 годах.

## История проекта

### Тактико-техническое задание
На рубеже 1950-х — 1960-х годов главной задачей советского флота было нарушение океанских и морских коммуникаций противника. По взглядам военно-политического руководства СССР, успех в этой борьбе мог быть достигнут действиями подводных лодок и морской ракетной авиации, которые были определены главными силами Военно-Морского Флота СССР. Действия боевых надводных кораблей должны были только обеспечивать действия главных сил в океанской и морской зонах. Во второй половине 1950-х годов для противостояния лёгким силам противника, создававшим угрозу для развёрнутых на коммуникациях противника советских подводных лодок, было начато строительство ракетных кораблей проекта 58 (позже переведённых в подкласс ракетных крейсеров). В качестве главного вида вооружения эти корабли получили противокорабельные ракеты. Несколько позже кораблей проекта 58 началось строительство первых в мире серийных кораблей с газотурбинной установкой — больших противолодочных кораблей проекта 61, назначением которых было обеспечение ПВО и ПЛО. Вскоре появилась идея совмещения в одном корпусе достоинств ракетного крейсера проекта 58 и большого противолодочного корабля проекта 61. К разработке такого универсального корабля ЦКБ-53 приступило ещё до поступления заказа от Военно-Морского Флота. К 1961 году была выполнена проектная проработка — проект 61К. В декабре этого же года от Главного управления кораблестроения ВМФ поступило тактико-техническое задание на создание корабля для следующих целей:
1. Обеспечения боевой деятельности подводных лодок;
2. Защиты своих морских коммуникаций от воздушных, надводных и подводных сил противника;
3. Обеспечение кораблей ПЛО, действующих в удалённых районах Мирового океана.

Хотя уже в 1960 году на своё первое боевое патрулирование вышла первая американская ПЛАРБ со стратегическим ядерным оружием — баллистическими ракетами «Поларис» — на борту, тактико-техническим заданием борьба с американскими ПЛАРБ пока ещё не предусматривалась, а главной угрозой с морских направлений по-прежнему считались авианосцы. Возможность действовать против авианосцев противника и его сил сопровождения, было одним из боевых предназначений нового корабля. Другим назначением корабля была защита морских коммуникаций СССР, на которых даже в мирное время советские морские суда иногда подвергались захвату морскими силами недружественных государств. Все эти условия предопределили номенклатуру вооружения нового проекта, обозначившее многоцелевое назначение корабля.

### Технический проект
30 декабря 1961 года ЦК КПСС и Советом Министров СССР было принято постановление № 1180—510, ставшее основанием для разработки нового проекта — 1134 в конструкторском бюро ЦКБ-53. Главным конструктором был назначен В. Ф. Аникиев. Заместителями главного конструктора были назначены Ю. А. Бабич, М. С. Натус и В. Д. Рубцов, главными наблюдающим от ВМФ — капитан 2 ранга А. А. Майоров, затем капитан 2 ранга О. Т. Сафронов.
Разработка нового проекта корабля ПВО-ПЛО была заказан Главным управлением кораблестроения сразу с этапа технического проекта, минуя эскизный. За основу технического проекта был взят корпус ракетного крейсера проекта 58. Но в процессе проектирования стало ясно, что конструкторам не удастся уложиться в габариты корпуса ракетного крейсера из-за резкого увеличения веса и занимаемых объёмов новых комплексов вооружения, а также требований тактико-технического задания по увеличению дальности плавания до 5000 морских миль. В итоге конструкторами было проведено масштабное увеличение размеров корпуса «Беркута» при сохранении теоретического чертежа и обводов проекта 58. Главные размерения корабля при этом ограничивались размерами закрытого эллинга ленинградского судостроительного завода № 190 имени А. А. Жданова, на котором планировалось вести строительство серии. В процессе проектирования была определена ещё одна задача корабля: охранение строящихся противолодочных крейсеров проекта 1123 («Москва», «Ленинград»), но эти планы не были осуществлены.
Разработка технического проекта велась с декабря 1961 до середины 1962 года. В процессе его разработки предполагалось вооружить корабли проекта перспективным универсальным зенитно-ракетным комплексом М-11 «Шторм» разработки ВНИИ «Алтаир» (Министерство судостроительной промышленности), МКБ «Факел» (Министерство авиационной промышленности) и конструкторского бюро завода «Большевик» (Министерство оборонной промышленности). ЗРК должен был быть готов к 1965 году. Утверждение технического проекта состоялось в январе 1963 года, при этом состав вооружения был изменён следующим образом. В составе противолодочного вооружения ГАС «Титан» была заменена на более совершенную ГАС «Титан-2», однако из-за задержки её готовности, на корабли была установлена ГАС «Титан». Из-за неготовности ЗРК М-11 «Шторм» (принятие его на вооружение состоялось только в 1969 году) проект был переработан под уже имевшееся серийное вооружение — ЗРК «Волна». Замена ЗРК не повлекла за собой возрастание эффективности ПВО корабля, хотя при этом боекомплект ЗУР В-600 был увеличен до 64 (16 на проекте 58, 32 на проекте 61). Ударный противокорабельный комплекс состоял из двух спаренных ненаводящихся пусковых установок КТ-35 с четырьмя ракетами 4К-44, без запасного боекомплекта. Сравнение противолодочного вооружения с аналогичным вооружением у предыдущего типа БПК — проекта 61 — позволяет заметить, что при равном составе гидроакустических средств и бомбомётных установок, проект 1134 имел более сильное торпедное вооружение (два пятитрубных торпедных аппарата вместо одного): в противолодочном отношении проект 1134 был ненамного сильнее предшественника, зато обладал вдвое более сильным ПВО и ударным противокорабельным комплексом, а кроме того впервые в советском военном кораблестроении получил корабельный вертолёт с постоянным базированием вместе с полноценными средствами авиационно-технического обеспечения.

## История строительства

### Строительство
Строительство кораблей проекта 1134 было развёрнуто на судостроительном заводе им. А. А. Жданова в Ленинграде с 1964 по 1969 годы. Главными строителями корабля были Д. Б. Афанасьев, Г. В. Филатов. Ответственные сдатчики — М. И. Шрамко, А. Г. Булгаков, Ю. А. Большаков, В. И. Чупрунов. Начальником группы технического сопровождения ЦКБ-53 был В. Б. Иродов.
Технология постройки кораблей проекта 1134 повторяла технологию постройки кораблей проекта 58. Корпус корабля был целиком сварным и был разбит на крупные кольцевые блоки, состоящие из секций. Сварные и газорезательные работы были упрощены и автоматизированы. В связи с возросшим водоизмещением корабля, корпус спускался на воду в меньшей степени готовности и целый ряд монтажных работ был усложнён из-за необходимости их проведения на плаву. Увеличение толщины листов обшивки и размеров профилей ряда конструкций привело к уменьшению размеров секций и увеличивало стоимость и продолжительность сборки. Расчётная стоимость головного корабля составила около 32 млн рублей, третьего — около 26 млн рублей.
Всего планировалось построить десять больших противолодочных кораблей проекта 1134, но в итоге заказчик — флот — ограничился постройкой четырёх единиц с одновременной переработкой проекта в первый специализированный проект большого противолодочного корабля, получивший обозначение как БПК проекта 1134-А. В 1968 году главный строитель головного корабля Г. В. Филатов и ответственный сдатчик ГЭУ (сдаточный механик) И. М. Прудов были удостоены Государственной премии СССР..
| «Адмирал Зозуля»     | С-791 | 26.07.1964 | 17.10.1965 | 05.10.1967 | 08.10.1967 | СФ, с 9.10.1986 БФ   | 05.07.1994 |
| «Владивосток»        | С-792 | 24.12.1964 | 1.08.1966  | 1.08.1968  | 01.08.1969 | СФ, с 10.02.1970 ТОФ | 01.01.1991 |
| «Вице-адмирал Дрозд» | С-793 | 16.06.1965 | 26.10.1965 | 18.11.1966 | 27.12.1968 | БФ, с 8.04.1975 СФ   | 01.07.1990 |
| «Севастополь»        | С-794 | 8.06.1966  | 28.04.1967 | 25.09.1969 | 25.09.1969 | БФ,с 11.02.1980 ТОФ  | 15.12.1989 |

### Испытания
Испытания головного корабля серии — «Адмирала Зозули» были начаты в Балтийском море в феврале 1967 года. За период испытаний, завершившихся уже в октябре 1968 года в Белом море корабль прошёл 15 615 морских миль за 995 ходовых часов. На испытаниях проверялись ходовые качества корабля, непотопляемость и живучесть. Производились стрельбы ЗРК «Волна-М» по парашютным мишеням, большому корабельному щиту и по имитированным целям, артиллерийские стрельбы по воздушному конусу (дистанция 2000 м) и по буксируемому морскому щиту (дистанция 3000 м). Торпедное оружие проверялось одиночной стрельбой (одной торпедой) по подводной лодке проекта 613, идущей со скоростью шесть узлов на дистанции 20 кабельтовых (3,7 км). Стрельбы из реактивно-бомбовых установок РБУ-1000 и РБУ-6000 производились полными залпами по щиту с гидроакустическим отражателем. Программа испытания корабельного вертолёта отличалась масштабностью: полёты проводились днём и ночью, взлёты и посадки осуществлялись на стопе и на ходу, на спокойной воде и при качке, с разных курсовых углов. Вертолёт отрабатывал торпедо- и бомбометание, постановку радиогидроакустических буёв, производилась проверка систем привода и связи, авиатехнического оборудования и систем обеспечения базирования вертолёта. Стрельбы противокорабельными ракетами П-35 производились в полигонах боевой подготовки на Белом море на максимальную (198,2 км) и на минимальную (29,8 км) дальности одиночными ракетами (в телеметрическом варианте) и двухракетными залпами из установок обоих бортов по мишени. Всего по результатам испытания головного корабля, были приняты на вооружение 20 головных образцов вооружения, механизмов и оборудования. Сами испытания были оценены как успешные. Схожие испытания проходили и другие корабли.

## Конструкция

### Корпус, надстройки и общее расположение

#### Общее расположение
Архитектурный тип корабля — длиннопалубный, полубачный, с небольшим подъёмом палубы к форштевню, развитой центральной надстройкой и с взлётно-посадочной площадкой для вертолёта и ангаром в корме. С целью обеспечения благоприятных углов обзора и обстрела оружия и вооружения дымо-выпускные устройства двух машинно-котельных отделений конструкторы свели в одну башенноподобную мачту-трубу, на которой размещались все основные антенные посты радиоэлектронного вооружения. Силуэт корабля был уменьшен от прототипа, так как дымоходы и часть надстроек были объединены в одну башенноподобную фок-мачту, благодаря этому он не выглядел громоздким. Фок-мачта занимала доминирующее положение в силуэте корабля.

#### Кораблестроительные элементы
Основные кораблестроительные элементы:
- Проектное водоизмещение — 5140 т[4];
- Стандартное водоизмещение — 5335—5375 т[4];
- Нормальное водоизмещение — 6265 т[4];
- Полное водоизмещение — 7125—7160 т[4];
- Длина наибольшая / по конструктивной ватерлинии, м — 156,1—156,2 / 148 м[4];
- Ширина наибольшая / по конструктивной ватерлинии, м — 16,74—16,8 / 16,2 м[4];
- Осадка средняя / при полном водоизмещении, м — 5,18—5,67 / 5,86—6,3[4];
- Общая высота рангоута от основной плоскости, м — 39,8[4];
- Коэффициент общей полноты — 0,5[4].

#### Корпус
Корабли проекта имели мореходный корпус, обводы которого во многом повторяли корпус эскадренных миноносцев проекта 56 и копировали удачный корпус ракетных крейсеров проекта 58 в несколько увеличенных размерениях. Корпус состоял из 300 шпангоутов и набирался по продольной системе с практической шпацией по всей длине 500 мм, был сварным, из безникелевой стали марок М-35 и М-40 с толщиной обшивки 8 — 14 мм. Пятнадцатью главными водонепроницаемыми переборками корпус разделялся на шестнадцать водонепроницаемых отсеков. На корабле имелись три палубы (верхняя, палуба бака, нижняя) и три платформы (I, II и III, нумерация снизу верх). По всей длине корабля шло двойное дно с вырезом для подъёмно-опускного устройства ПОУ-16 гидроакустической станции МГ-312 «Титан-1» (между 76 и 88 шпангоутами).
На верхней палубе размещался совмещённый флагманский командный пункт, главный командный пункт и боевой информационный пост, оборудованный системой первичной обработки информацией «Планшет-1134» и системой взаимного обмена информацией «Море-У». На 1-й платформе находилось носовое машинно-котельное отделение (МКО) с двумя котлами и главный турбозубчатый агрегат (ГТЗА) правой валолинии, отделение вспомогательного котла и успокоителей качки, кормовое МКО с двумя котлами и ГТЗА левой валолинии (114—198 шпангоуты). В районе форштевня размещались датчики станций обнаружения подводных лодок по тепловому следу МИ-110К (контактная подкильная) и МИ-110Р (воздушная). В носовой части корабля, перпендикулярно диаметральной плоскости и параллельно друг другу была расположена пара установок РБУ-6000, разделённых специальным экраном для обеспечения взаимной защиты от пламени стартующих реактивных бомб. Носовая пусковая установка ЗИФ-102 ЗРК «Волна» находилась далее в корму перед ходовой рубкой.
| Нагрузка масс, % (водоизмещение стандартное — 5340 т) | Нагрузка масс, % (водоизмещение стандартное — 5340 т) | Нагрузка масс, % (водоизмещение стандартное — 5340 т) | Нагрузка масс, % (водоизмещение стандартное — 5340 т) | Нагрузка масс, % (водоизмещение стандартное — 5340 т) | Нагрузка масс, % (водоизмещение стандартное — 5340 т) | Нагрузка масс, % (водоизмещение стандартное — 5340 т) | Нагрузка масс, % (водоизмещение стандартное — 5340 т) |
| Корпус                                                | Полезная нагрузка                                     | Механическая установка                                | Электрооборудование                                   | Системы                                               | Жидкие грузы                                          | Снабжение и команда                                   | Топливо, вода, масло (от полного водоизмещения)       |
| ----------------------------------------------------- | ----------------------------------------------------- | ----------------------------------------------------- | ----------------------------------------------------- | ----------------------------------------------------- | ----------------------------------------------------- | ----------------------------------------------------- | ----------------------------------------------------- |
| 52,2                                                  | 16,7                                                  | 15,2                                                  | 4,2                                                   | 5,5                                                   | 2,4                                                   | 3,8                                                   | 33,4                                                  |

#### Надстройка
Надстройка изготовлялась из алюминиево-магниевых сплавов.
Под носовой пусковой установкой ЗРК «Волна» размещался погреб зенитных управляемых ракет. На ходовом мостике размещались ходовая рубка, рубка сигнальщика и походная каюта командира, над ними был установлен носовой антенный пост радиолокационной станции «Ятаган». Под крыльями ходового мостика, побортно от надстройки, размещались спаренные пусковые установки КТ-35 для противокорабельных ракет П-35.
Конструкция фок-мачты (пирамидообразная, четырёхгранная) была выбрана с целью размещения на ней большого количества радиолокационных антенн и крупных массогабаритных антенных постов, а внутри неё — высокочастотных блоков системы управления КР, что позволяло максимально приблизить эти блоки к антеннам и обеспечить уменьшение частоты вибрации и угловых перемещений фундаментов антенн. На передней поверхности фок-мачты были смонтированы антенны РЛС СПУРС «Бином-1134», на верхушке (топе) мачты находилась антенна РЛС общего обнаружения МР-310 «Ангара», совмещённая с РЛС запросчика государственного опознавания «Никель-КМ». Фок-мачта стыковалась с дымовой трубой. На верхушке дымовой трубы размещалась антенна РЛС МР-500, также совмещённая с РЛС «Никель-КМ». Внутри мачто-трубы, на палубе надстройки, находилась кают-компания офицеров, побортно от неё располагались: слева — рабочий катер, справа — командирский. На 1-м и 2-м ярусе — каюты офицеров. Верхние ярусы предназначались для размещения боевых постов РЛС различного назначения. В надстройке на палубе полубака вокруг погреба ЗУР (50 — 70 шпангоуты) располагались бытовые помещения команды, носовой химический пост, пост носовой аварийной партии, корабельная лавка, пост управления ЗИФ-121. Далее в корму шли офицерские каюты, секретная канцелярия, радиоприёмный пост, вентиляторные, пост радиоразведки и радиопомех. По левому борту находилась кают-компания главных старшин, по правому — каюты главных старшин. Рубка дежурного по кораблю находилась в надстройке по правому борту между 214 и 218 шпангоутами (на некоторых кораблях рубка дежурного была расширена за счёт кладовой БЧ-5).
За дымовой трубой, по бортам от надстройки на палубе полубака были размещены торпедные аппараты ПТА-53-1134, а на задней части трубы на специальном мостике 2-го яруса, побортно были размещены антенные посты РЛС МР-103 «Барс» для управления огнём 57-мм АУ АК-725. Ближе к корме располагались сами 57-мм автоматы, побортно от кормовой надстройки были смонтированы РЛС «Ятаган», антенный пост которой находился непосредственно на кормовой надстройке. Далее в корму на палубе надстройке с подкреплениями находилась кормовая пусковая установка ЗРК «Волна» с погребом (212—232 шпангоуты), за ней размещался вертолётный ангар и стартовый командный пункт вертолёта, примыкавший к левой переборке ангара. В районе вертолётного ангара, побортно, были смонтированы две установки РБУ-1000. В корме корабля, на верхней палубе, находилась оборудованная взлётно-посадочная площадка для вертолёта Ка-25.

### Энергетическая установка

#### Главная энергетическая установка
Главная энергетическая установка (ГЭУ) кораблей проекта 1134 — котлотурбинная, массой 936 т, с четырьмя высоконапорными главными котлами КВН 98/64 вертикально-водотрубного типа с естественной циркуляцией воды, односторонним протоком газов, вертикальным трёхходовым двухколлекторным пароперегревателем и водяным змеевиковым гладкотрубным экономайзером. Подача воздуха в котёл осуществлялась непосредственно в топку турбонаддувочным агрегатом ТНА-3. Конструкция котлоагрегатов соответствовала применяемым котлам на ракетных крейсерах проекта 58, но с другими турбонаддувочными агрегатами и более высокой паропроизводительностью.
В состав котлотурбинной установки входили два двухкорпусных главных турбозубчатых агрегата ТВ-12 с турбинами низкого и высокого давления. В корпусе турбины низкого давления была расположена турбина заднего хода. На полном ходу пар из турбины высокого давления через ресивер поступал в турбину низкого давления и далее отводился в главный конденсатор. В состав главного турбозубчатого агрегата входил двухступенчатый редуктор, передававший крутящий момент от двух турбин к валолинии. Мощность установки — 90 000 л. с. ГЭУ располагалась в двух машинно-котельных отделениях по два котлотурбинных агрегата, одному главному турбозубчатому агрегату в каждом. Управление каждым из эшелонов ГЭУ обеспечивалось автоматической системой «Рион».
| 2×45 000 | 300 | 98 | 64 кг/см², 470 °C | 0,360 | 915—990 / 289 | 34,3 / 17,8—18,0 | 1676—2400 / 5000—5747 |

#### Движительно-рулевой комплекс
На кораблях установлен один полубалансирный руль, рулевая машина РЭГ-8-3, аппаратура авторулевого «Альбатрос-22-11». Имелись два выдвижных руля (активные успокоители качки) УК-134 с аппаратурой управления бортовыми рулями «Руль-63». Движительный комплекс состоял из двух линий гребных валов со звукоизолирующими муфтами, главными и вспомогательными упорными подшипниками и двух малошумных гребных четырёхлопастных бронзовых винтов.

#### Электроэнергетическая установка
Электроэнергетическая установка состояла из двух агрегатов марки ТД-750 (ресурс работы 25 000 ч) и четырёх агрегатов АСДГ-500/1В с приводным двигателем М-845 (моторесурс — 6000 ч). Специальных стояночных электрогенераторов не предусматривалось, обеспечение корабля электроэнергией происходило от одного ТД-750 с отбором пара от вспомогательного котла. В корабельной сети применялся трёхфазный переменный ток напряжением 380 В и частотой 50 Гц.

### Якорное устройство
Якорное устройство состояло из двух четырёхтонных становых якорей Холла, двух якорных цепей калибром 46 мм общей длиной по 300 м (12 смычек по 25 м) и весом 14,25 т, а также двух электрических якорно-швартовных шпилей ШЭ-29. Максимальная глубина постановки на якорь — 100 м.

### Вспомогательные системы и оборудование
С целью обеспечения корабля паром на стояночных режимах и приготовления ГЭУ к походу на корабле имелась вспомогательная котельная установка КВВ-7,5/28 с паропроизводительностью 7,5 т/ч. Восполнение утечек питательной воды и приготовление питьевой и мытьевой воды на корабле производилось при помощи двух опреснительных установок производительностью по 60 т в сутки. Системы кондиционирования обеспечивались четырьмя холодильными машинами с холодопроизводительностью 300 000 Ккал/ч.

### Корабельные технические средства

#### Средства связи
Комплекс радиосвязи кораблей проекта 1134 состоял из средневолнового радиопередатчика Р653, четырёх радиопередатчиков Р-652 и Р-654, одного средневолнового радиоприёмника Р-677 и одиннадцати коротковолновых радиоприёмников (семь Р-675К;, четыре Р-678-Н) и девяти приёмо-передатчиков разных типов-770, Р-401КБ; аппаратуры автоматического засекречивания, сверхбыстродействия и оконечной аппаратурой автоматической связи.
На кораблях проекта устанавливались светосигнальные приборы и прожекторы: два МСНП-250М, два МСНП-125, два МСЛ-Л45/2. Также корабли оборудовались командирскими и навигационными бинокулярными перископическими визирами: двумя ВПБ-454 и двумя ВПБ-451М.

#### Химическое вооружение
Противохимическая защита кораблей проекта 1134 достигалась конструктивными и организационными мероприятиями.
Конструктивные мероприятия состояли из оборудования корабля средствами радиационного и химического контроля, средствами специальной обработки и аэрозольной маскировки, системой коллективной противохимической защиты (КПХЗ), обеспечением личного состава средствами индивидуальной защиты.
В состав аппаратуры радиационного контроля входили:
1. Стационарные корабельные дозиметрические установки КДУ-1Э (в период проведения средних ремонтов заменены на КДУ-4А и КДУ-5), обеспечивающие обнаружение и измерение уровней радиации, определение ориентировочного направления на внешний источник радиоактивного излучения;
2. Переносные корабельные бета-гамма радиометры КРБГ-1 (позднее — КДГ-1) в количестве семи комплектов, при помощи которых осуществлялось радиационное наблюдение и проведение радиационной разведки;
3. Корабельные измерители дозы КИД-6Г для контроля радиоактивного облучения личного состава (четыре комплекта). Химическое наблюдение, разведка и контроль осуществлялось с использованием автоматического газоанализатора фосфороорганических ОВ — АГФ-1М, войсковых приборов химической разведки (ВПХР) и прибора определения полноты дегазации ППД-58.

Система коллективной противохимической защиты состояла из восьми газозащищённых контуров, оборудованных фильтровентиляционными установками с фильтрами ФП-200-57 (заменялись во время ремонтов фильтрами ФПУ-200М), ПАФ-ГО и контрольно-измерительными приборами — тягонапоромерами. В систему КПХЗ входили все основные командные пункты, боевые посты, амбулатория и лазарет.
Для специальной обработки корабля представители проекта были оборудованы универсальной системой водяной защиты (УСВЗ) и ранцевыми корабельными дегазационными приборами РКДП (12 комплектов). Специальная обработка заражённой одежды осуществлялась в санитарно-химическом блоке, где были установлены: дегазационно-дезинфекционная камера и стиральные машины ССМ-25 и ССМ-50, которые обычно использовались для стирки постельного белья и рабочего платья личного состава в море.
К средствам аэрозольной маскировки, предназначавшимся для скрытия корабля от визуально-оптического и оптикоэлектронного наблюдения противника, относились морские дымовые шашки МДШ и МДШ-М (24 штуки).

#### Катера, шлюпки, спасательные средства
Корабли проекта укомплектовывались: командирским катером проекта 1390, рабочим катером проекта 338ПК, шестивёсельным ялом ЯЛП-6 и 25 спасательными плотами ПСН-10.

### Корабельные запасы
Полный запас топлива для главных механизмов составлял 1690 т. Полный запас питьевой воды — 51,5 т, мытьевой воды — 59,0 т, котельной воды — 40,0 т. Полный запас керосина для ракет — 5,0 т, запас керосина для вертолёта — 9,4 т.

### Экипаж и условия обитаемости
Экипаж корабля состоял из 312 (по другим данным из 360) человек, в том числе 30 офицеров.

### Мореходность и манёвренные характеристики
Корабли проекта 1134 обладали неограниченной мореходностью. Использование оружия было возможно при волнении моря до пяти баллов без успокоителей качки и до шести баллов — с включёнными успокоителями качки. Начальная поперечная метацентрическая высота при полном водоизмещении составляла 1,76 м. Непотопляемость корабля гарантированно обеспечивалась при затоплении трёх любых смежных отсеков.
Время до полной остановки корабля с момента подачи команды «стоп» на полном переднем ходу составляло 735 с, а проходимое за это время расстояние — 18 длин корабля. Время до полной остановки с момента подачи команды «стоп» на полном заднем ходу составляет 780 с, проходимое за это время расстояние — девять длин корабля. Время выполнения кораблём команды «полный задний ход» на полном переднем ходу составляет 90 с, а проходимое за это время расстояние — две длины корабля. Диаметр циркуляции на полном переднем ходу при угле перекладки руля 35° составлял 4,6 длин корабля, при этом максимальный угол крена составлял 9°.

## История службы
С 11 сентября 1969 по 10 февраля 1980 г. 3 ракетных крейсера проекта несли службу на Северном флоте и 1 — на Тихоокеанском. К моменту утилизации первого корабля проекта 2 ракетных крейсера несли службу на Тихоокеанском флоте и по одному — на Северном и Балтийском флотах.
В ходе третьей индо-пакистанской войны группа кораблей тихоокеанского флота СССР, в состав которой входил и БПК «Владивосток» под командованием капитана 1-го ранга А. Мамончикова, обеспечила невмешательство кораблей ВМС США в конфликт на стороне Пакистана.

## Оценка проекта
| Сравнительные ТТХ крейсеров с управляемым ракетным оружием постройки середины 1960-х — 1970-х годов |                                      |                                      |                                                          |                                                      |                                       |                                                |                                                |
| Характеристики                                                                                      | «Белкнап»                            | «Тракстан»                           | «Калифорния»                                             | «Вирджиния»                                          | «Витторио Венето»                     | «Каунти»                                       | «Бристоль»                                     |
| Число кораблей в серии                                                                              | 9                                    | 1                                    | 2                                                        | 4                                                    | 1                                     | 8                                              | 1                                              |
| Водоизмещение, стандартное/полное, т                                                                | 6570/7 890 или 7930                  | 8200/8 927 или 9200                  | - /10 150                                                | - /11 000                                            | 7500 или 8000/8 850                   | 5200/6200 или 6 800                            | 5650/6750 или 7700                             |
| Главные размерения, м (наибольшие)                                                                  | 166,7×16,7×8,7                       | 171,9×17,7×9,4                       | 181,7×18,6×6,3                                           | 178,3×19,2×6,4                                       | 179,6×19,4×5,2                        | 158,7×16,5×6,1                                 | 154,5×16,8×6,9                                 |
| Энергетическая установка                                                                            | Паротурбинная, 85 000 л. с.          | Ядерная, 60 000 л. с.                | Ядерная, 60 000 л. с.                                    | Ядерная, 60 000 л. с.                                | Паротурбинная, 73 000 л. с.           | Паро/газотурбинная, 30 000 +30 000 л. с.       | Паро/газотурбинная, 30 000 +44 000 л. с.       |
| Максимальная скорость, узлов                                                                        | 34                                   | 30                                   | 30                                                       | 30                                                   | 32                                    | 30                                             | 30-32                                          |
| Дальность плавания (в морских милях) на скорости, узлов                                             | 8000/20                              | 400 000/20                           | Практически не ограничена                                | Практически не ограничена                            | 6000/20                               | 3500/28                                        | 5000/18                                        |
| Ракетное вооружение, количество пусковых установок × количество направляющих (число ракет)          | ЗРК Terrier/ПЛРК ASROC — 1x2 (40/20) | ЗРК Terrier/ПЛРК ASROC — 1x2 (40/20) | ЗРК Tartar — 1x2 (40 Standart MR), ПЛРК ASROC — 1х8 (24) | ЗРК Tartar/ПЛРК ASROC — 2x2 (66 Standart MR и ASROC) | ЗРК Terrier/ ПЛРК ASROC — 1x2 (40/20) | ЗРК Sea slug — 1x2 (30), ЗРК Seacat — 2х4 (32) | ЗРК Sea Dart — 1x2 (40), ПЛРК Ikara — 1х1 (32) |
| Артиллерийское вооружение                                                                           | 1х1 — 127-мм/54, 2х1 — 76-мм/50      | 1х1 — 127-мм/54, 2х1 — 76-мм/50      | 2х1 — 127-мм/54                                          | 2х1 — 127-мм/54                                      | 8х1 — 76-мм/62                        | 2х2 — 114-мм/45, 2 х1 — 20-мм                  | 1х1 — 114-мм/55                                |
| Торпедное вооружение                                                                                | 2х2 — 533-мм ТА, 2х3 — 324-мм ТА     | 2х2 — 533-мм ТА, 2х3 — 324-мм ТА     | 2х3 — 324-мм ТА                                          | 2х3 — 324-мм ТА                                      | 2х3 — 324-мм ТА                       | Нет                                            | Нет, имеется бомбомёт Limbo                    |
| Авиационное вооружение                                                                              | Нет                                  | Нет                                  | Только ВПП                                               | 1 вертолёт                                           | 6-9 вертолётов                        | 1 вертолёт                                     | Нет                                            |
| Экипаж                                                                                              | 388 — 395                            | 479 — 490)                           | 533 — 550                                                | 519                                                  | 550                                   | 440 — 471                                      | 407 — 433                                      |